# Ареоцентрична орбіта
Ареоцентрична орбіта — орбіта навколо планети Марс.
Префікс арео походить від давньогрецького слова Арес, яке є уособленням планети Марс у грецькій міфології. Назва є аналогом терміну «геоцентрична орбіта» для орбіти навколо Землі. Апсиди називаються периареон і апоареон .
Першими штучними супутниками на ареоцентричній орбіті та першими орбітальними апаратами навколо іншого небесного тіла (крім Місяця) були американський зонд Марінер 9 та радянські орбітальні апарати Марс 2 та Марс 3 у 1971 році, 14 та 27 листопада відповідно. Пізніше також було запущено багато зондів.